# Тищинський Олександр Амфіанович
Олекса́ндр Тищи́нський (* 5 липня 1835, Голубичі, тепер Ріпкинського району, Чернігівської області, Україна — 28 січня / 9 лютого (Зоря. 1896. Ч. 7. С. 140) 1896, Чернігів) — український громадсько-політичний діяч і журналіст. Лідер революційного гуртка у Тартуському університеті (1861).

## Біографія
Олександр Тищинський народився в Голубичах (тепер Ріпкинського району Чернігівської області).
Під час навчання у Харківському та Київському університеті брав участь у таємному товаристві (1856—1860). Був змушений перевестися на навчання на юридичний факультет Тартуського університету (1860—1861), де також створив нелегальний студентський гурток, організував студентську касу і загальнодоступну бібліотеку заборонених демократичних видань.
Працював на громадських засадах у безкоштовній школі для естонських дівчат. Після чергового виключення з університету, повертається до Чернігова, де вступає в організацію «Земля і воля».
Тищинський — послідовний борець за українську справу, автор протирежимних статей «Голос з села», співавтор маніфеста «Заклик до українців» (1860); пізніше діяч української громади в Чернігові, голова повітової земської управи. Він один з фундаторів Чернігівської громадської бібліотеки (тепер Обласна універсальна наукова бібліотека імені Короленка).
Також Тищинський активно листувався з політичними діячами української Галичини, двічі зустрічався з Іваном Франком.
Тищинський — співробітник періодичних видань «Основа», «Чернігівський листок», «Зоря» і «Дзвінок». Разом із тим стає діячем земської управи Чернігова, головою Чернігівської земської повітової управи.
Помер 1896 року. Похований в Чернігові біля Воскресенської церкви.

## Вшанування пам'яті
В Чернігові існує вулиця Олександра Тищинського.

## Виноски
1. ↑  Календар пам'ятних дат 2010 року [Архівовано 10 січня 2011 у Wayback Machine.] на Сайт Чернігівської обласної бібліотеки для дітей ім. М. Островського [Архівовано 9 листопада 2012 у Wayback Machine.]